# Гордон, Джордж, 1-й герцог Гордон
Джордж Гордон, 1-й герцог Гордон и 4-й маркиз Хантли (англ. George Gordon, 1st Duke of Gordon; 1643 — 7 декабря 1716) — шотландский аристократ и землевладелец. Был известен с 1661 по 1684 год как маркиз Хантли.

## Биография
Родился в 1643 году в Шотландии. Единственный сын Льюиса Гордона, 3-го маркиза Хантли (ок. 1626—1653) и Мэри Грант. Первоначально он назывался графом Энзи до его наследования в качестве маркиза в декабре 1653 года, когда ему было около четырёх лет. Молодой маркиз получил образование в католической семинарии во Франции, следуя традиции семьи Хантли. В 1673 году, когда ему было 24 года, он вступил во французскую армию Людовика XIV и служил под началом знаменитого маршала де Тюренна, прежде чем вернуться в Шотландию примерно в 1675 году.
В октябре следующего, 1676 года, он женился на леди Элизабет Говард (? — 16 июля 1732), второй дочери Генри Говарда, 6-го герцога Норфолка (1628—1684). Однако историк Макки описал его как человека, «созданного для общества дам, но алчного, что чрезвычайно затмевает его». Брак оказался не совсем удачным, и пара рассталась за несколько лет до его смерти (1707 год).
1 ноября 1684 года Джордж Гордон, 4-й маркиз Хантли, получил от короны титулы 1-го герцога Гордона, 1-го графа Хантли и Энзи, 1-го виконта Инвернесса, 1-го маркиза Хантли, 1-го лорда Баденоха, Лохабера, Стратейвона, Балморе, Охиндуна и Кинкардина. После восшествия на престол короля-католика Якова II Стюарта в 1685 году герцог Гордон стал одним из уполномоченных по снабжению, констеблем Эдинбургского замка, комиссаром шотландского казначейства и одним из основателей Ордена Чертополоха. Примерно в это же время герцог был описан как «распутник и щеголь, он римский католик, потому что так воспитан, но в остальном очень мало думает об откровенной религии».
После Славной революции и свержения Якова II герцог Гордон удержал Эдинбургский замок против протестантов-конвенционистов. Однако его помнят как «неуверенного в своей защите», который в конце концов сдал замок 14 июня 1689 года. В результате его действий в Эдинбурге изгнанный король Яков Стюарт принял его довольно холодно в своей резиденции в изгнании, замке Сен-Жермен-ан-Ле, недалеко от Парижа. По возвращении в Шотландию его условно посадили. Вскоре после этого герцогиня оставила его и удалилась во Фландрию, в монастырь. Герцог Гордон временно восстановил свою благосклонность с восшествием на престол королевы Анны Стюарт в 1702 году и был признан ею кавалером Ордена Чертополоха, когда она возродила орден 31 декабря 1703 года. Однако герцог, будучи истинным Гордоном, не мог долго оставаться в стороне от неприятностей.
В марте 1707 года Джордж Гордон был арестован вместе с другими лордами-якобитами и заключен в Эдинбургский замок за участие в неудавшемся вторжении якобитов. Для его многострадальной герцогини это стало последней каплей, и она добилась развода с мужем. Историк Маки в своей книге «Персонажи» Он заметил герцога и сказал, что «у него очень много звеньев, но они не образуют цельной цепи; это, конечно, очень хороший джентльмен и понимает разговоры и беллетристику; он хорошо воспитан. Он красив и выше обычного роста; худощав, хорошо одевается; но несколько привередлив, похож на француза».
Герцог Гордон скончался в Лите 7 декабря 1716 года. Герцогиня Элизабет вернулась в Шотландию после его смерти и жила в аббатстве Хилл в Эдинбурге до самой своей смерти в июле 1732 года. Как и её муж, она была похоронена в Элгинском соборе.

## Семья
Герцог женился на леди Элизабет Говард, дочери Генри Говарда, 6-го герцога Норфолка (1628—1684), и Леди Энн Сомерсет (1631—1662). У супругов родилось двое детей:
- Александр Гордон, 2-й герцог Гордон (ок. 1678 — 28 ноября 1728)
- Леди Джейн Гордон (ок. 1691 — 30 января 1773), в 1706 году вышла замуж за Джеймса Драммонда, 2-го герцога Перта (ок. 1674—1720)[3].

## Титулатура
- 4-й маркиз Хантли (с декабря 1653)
- 9-й граф Хантли (с декабря 1653)
- 4-й лорд Гордон из Баденоха (с декабря 1653)
- 4-й граф Энзи (с декабря 1653)
- 1-й герцог Гордон (с 1 ноября 1684)
- 1-й граф Хантли и Энзи (с 1 ноября 1684)
- 1-й виконт Инвернесс (с 1 ноября 1684)
- 1-й маркиз Хантли (с 1 ноября 1684)
- 1-й лорд Баденох, Лохабер, Стратейвон, Балморе, Охиндун и Кинкардин (с 1 ноября 1684).